# اچ‌ام‌اس آکاستا (اچ۰۹)
اچ‌ام‌اس آکاستا (اچ۰۹) (به انگلیسی: HMS Acasta (H09)) یک کشتی بود که طول آن ۳۱۲ فوت (۹۵ متر) بود. این کشتی در سال ۱۹۲۹ ساخته شد.